# Liste de fractales par dimension de Hausdorff
Cet article est une liste de fractales, ordonnées par dimension de Hausdorff croissante.
En mathématiques, une fractale est un espace métrique dont la dimension de Hausdorff (notée δ) est strictement supérieure à la dimension topologique. C'est du moins la définition initialement donnée par Benoît Mandelbrot, mais il l'a rapidement remplacée par une définition plus vague, permettant d'inclure par exemple la courbe de Hilbert.

## Fractales déterministes

### δ < 1
| δ (val. exacte)                                     | δ (val. approchée) | Nom                                 | Illustration | Remarques |
| --------------------------------------------------- | ------------------ | ----------------------------------- | ------------ | --- |
| 0 ⇒ donc pas une fractale mais dim box-counting = 1 | 0                  | Nombres rationnels                  |              | La dimension de Hausdorff des ensembles dénombrables vaut toujours zéro. Ces ensembles ne peuvent être fractals. La dimension "box counting" d'un tel ensemble peut être différente s'il s'agit d'un sous-ensemble dense d'une région ouverte de R. L'ensemble des nombres rationnels a ainsi une dimension box-counting de "1" car sa clôture est R. |
| Calculé                                             | 0,538              | Attracteur de Feigenbaum            |              | L'attracteur de Feigenbaum (entre les flèches) est l'ensemble des points générés par itérations successives de la fonction logistique pour le paramètre critique {\displaystyle \lambda _{\infty }=3{,}570}, où le doublement de périodes est infini. Remarque : cette dimension est la même pour toute fonction différentiable et unimodale. |
| {\displaystyle {\frac {\log 2}{\log 3}}}            | 0,6309             | Ensemble de Cantor                  |              | Construit en retirant le tiers central à chaque itération. Nulle part dense et de mesure nulle mais indénombrable. Généralisation : L'ensemble de Cantor généralisé se construit en retirant à chaque segment et à la n-ième itération, le segment central de longueur {\displaystyle \gamma ^{n}} . Sa dimension fractale vaut alors {\displaystyle -{\frac {1}{\log _{2}{\frac {1-\gamma }{2}}}}} et peut prendre toutes les valeurs entre 0 et 1. L'ensemble de Cantor usuel est construit avec {\displaystyle \gamma =1/3}. |
| {\displaystyle \log _{2}\varphi }                   | 0,6942             | Ensemble de Cantor asymétrique      |              | Remarquer que la dimension n'est plus {\displaystyle {\frac {1}{\log _{2}3}}}, ni même {\displaystyle {\frac {1}{3-\log _{2}3}}} (cas symétrique ci-dessus avec {\displaystyle \gamma ={\tfrac {1}{4}}}). Construit en retirant le deuxième quart à chaque itération. Nulle part dense et de mesure nulle mais indénombrable. {\displaystyle \varphi =(1+{\sqrt {5}})/2} (nombre d'or). |
| {\displaystyle {\frac {\log(5)}{\log(10)}}}         | 0,69897            | Nombres réels avec décimales paires |              | Rappelant un ensemble de Cantor. |
| {\displaystyle {\frac {\log(5)}{\log(9)}}}          | 0,7325             | Fractale UNU                        |              | Fractale auto-descriptive construite par itérations successives du schéma suivant : u → unu (un « u ») → unuunnunu (un « u », un « n », un « u ») → etc. |

### 1 ≤ δ < 2
| δ (val. exacte)                                                                                       | δ (val. approchée)                 | Nom | Illustration | Remarques |
| --- | ---------------------------------- | --- | ------------ | --- |
| 1 | 1,0000                             | Ensemble de Smith-Volterra-Cantor                                                                               |              | Construit en retirant le quart, puis le seizième, le 64e… central à chaque itération. N'est nulle part dense mais est indénombrable et a pour mesure de Lebesgue 1/2. Il a donc pour dimension 1. |
| {\displaystyle 2+\log _{2}(1/2)=1}                                                                    | 1,0000                             | Courbe de Takagi ou Blanc-manger                                                                                |              | Définie sur l'intervalle unité par {\displaystyle f(x)=\sum _{n=0}^{\infty }{s(2^{n}x) \over 2^{n}}}, où {\displaystyle s(x)} est la fonction « dents de scie ». Cas particulier de la courbe de Takahi-Landsberg : {\displaystyle f(x)=\sum _{n=0}^{\infty }{w^{n}s(2^{n}x)}} avec {\displaystyle w=1/2}. La dimension de Hausdorff vaut {\displaystyle 2+\log _{2}w}. |
| calculé                                                                                               | 1,0812                             | Ensemble de Julia z² + 1/4                                                                                      |              | Ensemble de Julia pour c = 1/4. |
| Solution s de {\displaystyle 2\|\alpha \|^{3s}+\|\alpha \|^{4s}=1}                                    | 1,0933                             | Frontière de la fractale de Rauzy                                                                               |              | Représentation géométrique du système dynamique associé à la substitution de Tribonacci : {\displaystyle 1\mapsto 12}, {\displaystyle 2\mapsto 13} et {\displaystyle 3\mapsto 1}. {\displaystyle \alpha } est l'une des deux racines complexes conjuguées de {\displaystyle z^{3}-z^{2}-z-1=0}. |
| {\displaystyle 2{\frac {\log(3)}{\log(7)}}}                                                           | 1,12915                            | Île de Gosper                                                                                                   |              | Baptisée par Mandelbrot (1977). Frontière de la courbe de Gosper. |
| Mesuré (Box counting)                                                                                 | 1,2                                | Ensemble de Julia pour c=i (dendrite)                                                                           |              | Ensemble de Julia pour c = i |
| {\displaystyle 3{\frac {\log(\varphi )}{\log \left({\frac {3+{\sqrt {13}}}{2}}\right)}}}              | 1,2083                             | Fractale du mot de Fibonacci à 60°                                                                              |              | Construite à partir du mot de Fibonacci, avec un angle à 60°. Voir aussi la fractale du mot de Fibonacci standard, ci-dessous. Avec {\displaystyle \varphi =(1+{\sqrt {5}})/2} (nombre d'or). |
| | 1,2107                             | Frontière du tame twindragon                                                                                    |              | Un des six 2-autopavés réguliers (peut être pavé par deux copies de lui-même, de même taille). |
| {\displaystyle {\frac {\log(3)}{\log(1+{\sqrt {2}})}}}                                                | 1,2465                             | Frontière de la fractale du mot de Fibonacci                                                                    |              | Construite à partir du mot de Fibonacci. Voir aussi la fractale du mot de Fibonacci standard, ci-dessous. Avec {\displaystyle \varphi =(1+{\sqrt {5}})/2} (nombre d'or). |
| | 1,26                               | Attracteur de Hénon                                                                                             |              | La carte de Hénon canonique (a = 1,4 et b = 0,3) possède δ = 1,261 ± 0,003. Différents paramètres conduisent à différentes valeurs de δ. |
| {\displaystyle \log _{3}4}                                                                            | 1,2619                             | Courbe de Koch                                                                                                  |              | En juxtaposant 3 fois cette courbe en triangle on obtient le flocon de Koch et l'anti-flocon de Koch si elle est inversée. |
| {\displaystyle \log _{3}4}                                                                            | 1,2619                             | Frontière de la courbe Terdragon                                                                                |              | L-System : semblable à la courbe du dragon avec un angle de 30°. Le Fudgeflake est construit en juxtaposant 3 segments initiaux en triangle. |
| {\displaystyle \log _{3}4}                                                                            | 1,2619                             | Carré de Cantor                                                                                                 |              | Ensemble de Cantor en deux dimensions. |
| calculé                                                                                               | 1,2683                             | Ensemble de Julia pour z²-1                                                                                     |              | Ensemble de Julia pour c=-1. |
| Mesuré (box-counting)                                                                                 | 1,3                                | Fractale Beryl pour k=1                                                                                         |              | Pour k=1. La fractale Béryl est définie par {\displaystyle x_{0}=c~,~y_{0}=1~;~x_{n+1}=k(x+y)~,~y_{n+1}=xy-y^{2}} avec x et y complexes, c un point du plan complexe, et la coupe dans le plan {\displaystyle \nu _{0}=1} |
| calculé                                                                                               | 1,3057                             | Baderne d'Apollonius                                                                                            |              | Voir |
| calculé (box-counting)                                                                                | 1,328                              | Fractale d'inversion à 5 cercles                                                                                |              | L'ensemble limite généré itérativement via des inversions par rapport à 5 cercles tangents. Également une baderne d'Apollonius à 4 cercles de base. Voir |
| calculé                                                                                               | 1,3934                             | Lapin de Douady                                                                                                 |              | Ensemble de Julia pour c=-0,123+0,745i. |
| Mesuré (box counting)                                                                                 | 1,42 ± 0,02                        | Fractale de Newton                                                                                              |              | Frontière triple des bassins d'attraction des 3 racines complexes de l'équation {\displaystyle z^{3}-1=0} par la méthode de Newton. |
| {\displaystyle \log _{3}5}                                                                            | 1,4649                             | Fractale de Vicsek                                                                                              |              | Construit en substituant itérativement chaque carré par une croix de 5 carrés. |
| {\displaystyle \log _{3}5}                                                                            | 1,4649                             | Courbe de Koch quadratique (type 1)                                                                             |              | On y retrouve le motif de la fractale box (voir ci-dessus), construit différemment. |
| {\displaystyle \log _{4}8={\frac {3}{2}}}                                                             | 1,5000                             | Courbe de Koch quadratique (type 2)                                                                             |              | Appelée également « saucisse de Minkowski ». |
| {\displaystyle 2-\log _{2}{\sqrt {2}}={\frac {3}{2}}}                                                 | 1,5000                             | une fonction de Weierstrass : {\displaystyle f(x)=\sum _{k=1}^{\infty }{\frac {\sin(2^{k}x)}{{\sqrt {2}}^{k}}}} |              | La dimension de Hausdorff de la fonction de Weierstrass {\displaystyle f:[0,1]\to \mathbb {R} } définie par {\displaystyle f(x)=\sum _{k=1}^{\infty }{\frac {\sin(b^{k}x)}{a^{k}}}} avec {\displaystyle 1<a<2} et {\displaystyle b>1} est {\displaystyle 2-\log(a)/\log(b).} Le même résultat peut être établi en utilisant, à la place de la fonction sinus, d'autres fonctions périodiques comme cosinus. |
| {\displaystyle \log _{2}{\frac {1+{\sqrt[{3}]{73-6{\sqrt {87}}}}+{\sqrt[{3}]{73+6{\sqrt {87}}}}}{3}}} | 1,5236                             | Frontière courbe du dragon                                                                                      |              | Cf. Chang & Zhang. |
| {\displaystyle \log _{2}{\frac {1+{\sqrt[{3}]{73-6{\sqrt {87}}}}+{\sqrt[{3}]{73+6{\sqrt {87}}}}}{3}}} | 1,5236                             | Frontière du twindragon                                                                                         |              | Un des six 2-autopavés réguliers (peut être pavé par deux copies de lui-même, de même taille). |
| {\displaystyle \log _{2}3}                                                                            | 1,5849                             | Arbre à trois branches                                                                                          |              | Chaque branche porte trois branches (ici 90° et 60°). La dimension fractale de l'arbre est celle des branches terminales. |
| {\displaystyle \log _{2}3}                                                                            | 1,5849                             | Triangle de Sierpiński                                                                                          |              | C'est également le triangle de Pascal modulo 2. |
| {\displaystyle \log _{2}3}                                                                            | 1,5849                             | Courbe de Sierpiński en pointe de flèche                                                                        |              | Même limite que le triangle de Sierpiński (ci-dessus), mais obtenue par itérations d'une courbe unidimensionnelle. |
| {\displaystyle \log _{2}3}                                                                            | 1,5849                             | Frontière de la fractale de l'équerre (en) (T-square)                                                           |              | |
| {\displaystyle {\frac {\log \varphi }{\log {\sqrt[{\varphi }]{\varphi }}}}}                           | 1,61803 = {\displaystyle \varphi } | un dragon d'or                                                                                                  |              | Construit avec deux homothéties de rapport {\displaystyle r} et {\displaystyle r^{2}}, avec {\displaystyle r=1/\varphi ^{1/\varphi }}. La dimension vaut {\displaystyle \varphi } car {\displaystyle ({r^{2}})^{\varphi }+r^{\varphi }=1}. Avec {\displaystyle \varphi =(1+{\sqrt {5}})/2} (nombre d'or). |
| {\displaystyle 1+\log _{3}(2)}                                                                        | 1,6309                             | Triangle de Pascal modulo 3                                                                                     |              | D'une manière générale pour un triangle modulo k, si k est premier, la dimension fractale est {\displaystyle 1+\log _{k}{\frac {k+1}{2}}}(cf. Stephen Wolfram) |
| {\displaystyle \log _{3}6}                                                                            | 1,6309                             | Hexagone de Sierpinski                                                                                          |              | Construit à la manière du tapis de Sierpinski, sur un réseau hexagonal, avec 6 similitudes de rapport 1/3. On y remarque l'omniprésence du flocon de Koch. |
| {\displaystyle 3{\frac {\log \varphi }{\log(1+{\sqrt {2}})}}}                                         | 1,6379                             | Fractale du mot de Fibonacci                                                                                    |              | Fractale basée sur le mot de Fibonacci (ou séquence du Lapin) Sloane A005614. Illustration : Fractale après F23 = 28657 segments. Avec {\displaystyle \varphi =(1+{\sqrt {5}})/2} (Nombre d'or). |
| Solution de {\displaystyle (1/3)^{s}+(1/2)^{s}+(2/3)^{s}=1}                                           | 1,6402                             | Attracteur d'un IFS avec 3 similitudes de ratios 1/3, 1/2 and 2/3                                               |              | Generalisation : Supposant la condition d'ensemble ouvert satisfaite, l'attracteur d'un système de fonctions itérées à {\displaystyle n} simulitudes de ratio {\displaystyle c_{n}}, a pour dimension de Hausdorff {\displaystyle s}, solution de l'équation : {\displaystyle \sum _{k=1}^{n}c_{k}^{s}=1}. |
| {\displaystyle 1+\log _{5}(3)}                                                                        | 1,6826                             | Triangle de Pascal modulo 5                                                                                     |              | D'une manière générale pour un triangle modulo k, si k est premier, la dimension fractale est {\displaystyle 1+\log _{k}{\frac {k+1}{2}}} (cf. Stephen Wolfram) |
| Mesuré (box-counting)                                                                                 | 1,7                                | Attracteur d'Ikeda                                                                                              |              | Pour les valeurs de paramètres a=1, b=0,9, k=0,4 et p=6 dans le système itéré d'Ikeda {\displaystyle z_{n+1}=a+bz_{n}\exp[i[k-p/(1+\lfloor z_{n}\rfloor ^{2})]]}. Dérive d'un modélisation d'interactions d'ondes planaires dans un laser. Différents paramètres entrainent differentes valeurs. |
| {\displaystyle {\frac {\log 4}{\log {\sqrt {5}}}}}                                                    | 1,7227                             | Fractale pinwheel                                                                                               |              | Construite à partir du pavage en moulin à vent de John Conway. |
| {\displaystyle \log _{3}7}                                                                            | 1,7712                             | Hexagone de Sierpinski                                                                                          |              | Construit en substituant itérativement chaque hexagone par un flocon de 7 hexagones. Sa frontière est le flocon de Koch. Contient une infinité de flocons de Koch (en positif comme en négatif). |
| log(7) / log(3)                                                                                       | 1,7712                             | Fractal H-I de Rivera                                                                                           |              | En partant d'un carré divisant ses dimensions en trois parties égales pour former neuf carrés auto-similaires avec le premier carré, deux carrés du milieu (celui du dessus et celui du dessous du carré central) sont supprimés dans chacun des sept carrés non éliminés le processus est répété, donc il continue indéfiniment. |
| {\displaystyle {\frac {\log 4}{\log(2(1+\cos(85^{\circ }))}}}                                         | 1,7848                             | Courbe de Koch à 85°, fractale de Cesàro                                                                        |              | Généralisation de la courbe de Koch basée sur un angle a choisi entre 0 et 90°. La dimension fractale vaut alors {\displaystyle {\frac {\log N}{\log(2\left(1+\cos a)\right)}}}. La fractale de Cesàro est basée sur ce motif. |
| {\displaystyle \log _{2}(3^{0{,}63}+2^{0{,}63})}                                                      | 1,8272                             | Une fractale auto-affine                                                                                        |              | Construite itérativement à partir d'une grille {\displaystyle p\times q} sur un carré, avec {\displaystyle p\leq q}. Sa dimension de Hausdorff égale {\displaystyle \log _{p}\left(\sum _{k=1}^{p}n_{k}^{a}\right)} avec {\displaystyle a={\frac {\log p}{\log q}}} et {\displaystyle n_{k}} le nombre d'éléments dans la colonne k. La dimension de Minkowski–Bouligand (box counting) donne une formule différente, donc une valeur souvent différente. Contrairement aux fractales auto-similaires, la dimension de Hausdorff des fractales auto-affines dépend de la position des éléments itérés et il n'existe pas de formule simple pour le cas général. |
| {\displaystyle {\frac {\log(6)}{\log(1+\phi )}}}                                                      | 1,8617                             | Flocon pentagonal (en) (pentaflake)                                                                             |              | Construit en substituant itérativement chaque pentagone par un flocon de 6 pentagones. Ici, {\displaystyle \phi } est le nombre d'or et vaut {\displaystyle (1+{\sqrt {5}})/2} |
| solution de {\displaystyle 6(1/3)^{s}+5{(1/3{\sqrt {3}})}^{s}=1}                                      | 1,8687                             | L'"arbre des singes"                                                                                            |              | Cette courbe apparaît sous ce nom dans (Mandelbrot 1982). Elle est basée sur 6 homothéties de rapport 1/3 et 5 homothéties de rapport {\displaystyle 1/(3{\sqrt {3}})}. |
| {\displaystyle \log _{3}8}                                                                            | 1,8928                             | Tapis de Sierpiński                                                                                             |              | |
| {\displaystyle \log _{3}8}                                                                            | 1,8928                             | Cube de Cantor                                                                                                  |              | Ensemble de Cantor en trois dimensions. |
| {\displaystyle \log _{3}4+\log _{3}2=\log _{3}8}                                                      | 1,8928                             | Produit cartésien de la courbe de von Koch et de l'ensemble de Cantor                                           |              | Généralisation : Soit F×G, le produit cartésien de deux ensembles fractals F et G. Alors dimH(F×G) = dimH(F) + dimH(G). |
| Estimé                                                                                                | 1,9340                             | Frontière de la fractale de Lévy                                                                                |              | Estimé par Duvall et Keesling (1999). La fractale de Lévy en elle-même a pour dimension de Hausdorff 2. |
| | 1,974                              | Pavage de Penrose                                                                                               |              | Cf. Ramachandrarao, Sinha & Sanyal |

### δ = 2
| δ (val. exacte)                                                    | δ (val. approchée) | Nom                                   | Illustration | Remarques |
| ------------------------------------------------------------------ | ------------------ | ------------------------------------- | ------------ | --- |
| {\displaystyle 2}                                                  | 2                  | Frontière de l'ensemble de Mandelbrot |              | La frontière a la même dimension que l'ensemble. |
| {\displaystyle 2}                                                  | 2                  | certains ensembles de Julia           |              | Pour des valeurs de c déterminées (sur la frontière de l'ensemble de Mandelbrot), l'ensemble de Julia a pour dimension 2.                                                                                      |
| {\displaystyle 2}                                                  | 2                  | Courbe de Sierpiński                  |              | Toute courbe remplissant l'espace possède une dimension de Hausdorff δ = 2. |
| {\displaystyle 2}                                                  | 2                  | Courbe de Hilbert                     |              | Peut être étendue à trois dimensions. |
| {\displaystyle 2}                                                  | 2                  | Courbe de Peano                       |              | et une famille de courbes de construction similaire, dont les courbes de Wunderlich. |
| {\displaystyle 2}                                                  | 2                  | Courbe de Moore (en)                  |              | Peut être étendue à 3 dimensions. |
| {\displaystyle 2}                                                  | 2                  | Courbe de Lebesgue                    |              | Contrairement aux courbes ci-dessus, celle-ci est presque partout différentiable. Un deuxième type de courbe 2D a également été défini. Cette courbe peut être étendue en 3D avec une dimension fractale de 3. |
| {\displaystyle {\frac {\log 2}{\log {\sqrt {2}}}}}                 | 2                  | Courbe du dragon                      |              | Sa frontière a une dimension fractale de 1,5236 (Cf.Chang & Zhang) |
|                                                                    | 2                  | Courbe "Terdragon"                    |              | L-System : F→ F+F-F ; angle=120°. |
| {\displaystyle \log _{2}4}                                         | 2                  | Courbe de Peano-Gosper                |              | Sa frontière est l'île de Gosper. |
| Solution de {\displaystyle 7({1/3})^{s}+6({1/3{\sqrt {3}}})^{s}=1} | 2                  | Courbe remplissant le flocon de Koch  |              | Proposée par Mandelbrot en 1982, elle remplit le flocon de Koch. Elle est basée sur 7 similitudes de rapport 1/3 et 6 similitudes de rapport {\displaystyle 1/3{\sqrt {3}}}.                                   |
| {\displaystyle \log _{2}4}                                         | 2                  | Tétraèdre de Sierpinski               |              | Conséquence de sa dimension 2, sa surface reste inchangée d'itération en itération, et ce, jusqu'à l'infini.                                                                                                   |
| {\displaystyle \log _{2}4}                                         | 2                  | Fractale H                            |              | Également, l'arbre de Mandelbrot, qui a une structure similaire. |
| {\displaystyle {\frac {\log(1/2)}{\log(1/{\sqrt {2}})}}}           | 2                  | Arbre de Pythagore                    |              | Chaque carré génère deux carrés de côté réduit de 1/racine(2). |
| {\displaystyle \log _{2}4}                                         | 2                  | Fractale en croix grecque             |              | Chaque segment est substitué par une croix formée de quatre segments. |

### 2 < δ < 3
| δ (val. exacte)                                                                            | δ (val. approchée) | Nom                                                       | Illustration                   | Remarques |
| ------------------------------------------------------------------------------------------ | ------------------ | --------------------------------------------------------- | ------------------------------ | --- |
| Mesuré                                                                                     | 2,01 +-0,01        | Attracteur de Rössler                                     |                                | La dimension fractale de l'attracteur de Rössler est légèrement supérieure à 2. Pour a=0,1, b=0,1, et c=14 elle est estimée entre 2,01 et 2,02,. |
| Mesuré                                                                                     | 2,06 +-0,01        | Attracteur étrange de Lorenz                              |                                | Pour les paramètres de l'attracteur: v=40,{\displaystyle \sigma }=16 et b=4. |
| {\displaystyle \log _{2}5}                                                                 | 2,3219             | Pyramide fractale                                         |                                | Chaque pyramide est substituée par 5 pyramides. Ne pas confondre avec le tétraèdre de Sierpinski, il s'agit de pyramides à base carrée. |
| {\displaystyle {\frac {\log(20)}{\log(2+\phi )}}}                                          | 2,3296             | Dodécaèdre fractal                                        |                                | Chaque dodécaèdre est substitué par 20 dodécaèdres. |
| {\displaystyle \log _{3}(13)}                                                              | 2,33               | Surface quadratique de Koch en trois dimensions de type 1 |                                | Extension en trois dimensions de la courbe quadratique de Koch en deux dimensions de type 1 (la figure illustre la deuxième itération). |
|                                                                                            | 2,47               | Interstices des sphères d'Apollonius                      |                                | Baderne d'Apollonius en trois dimensions. Modélise la mie de pain ou l'éponge. Dimension calculée par M. Borkovec, W. De Paris et R. Peikert. |
| {\displaystyle \log _{4}(32)}                                                              | 2,50               | Surface quadratique de Koch en trois dimensions de type 2 |                                | Extension en trois dimensions de la courbe quadratique de Koch en deux dimensions de type 2 (la figure illustre la deuxième itération). |
| {\displaystyle \log _{3}(16)}                                                              | 2,5237             | Hypercube de Cantor                                       | pas de représentation possible | Ensemble de Cantor en 4 dimensions. D'une manière générale, dans un espace de dimension n, l'ensemble de Cantor a une dimension fractale égale à {\displaystyle \log _{3}2^{n}}                                                                                |
| {\displaystyle {\frac {\log({\frac {\sqrt {7}}{6}}-{\frac {1}{3}})}{\log({\sqrt {2}}-1)}}} | 2,529              | Cube de Jérusalem                                         |                                | Son rapport d'homothétie est irrationnel, il vaut {\displaystyle {\sqrt {2}}-1}. Une itération sur un cube n construit huit cubes de rang suivant n + 1 et douze cubes de rang n + 2. A comparer avec l'Éponge de Menger, dont le volume tend aussi vers zéro. |
| {\displaystyle {\frac {\log(12)}{\log(1+\phi )}}}                                          | 2,5819             | Icosaèdre fractal                                         |                                | Chaque icosaèdre est remplacé par 12 icosaèdres. |
| {\displaystyle \log _{2}6}                                                                 | 2,5849             | Octaèdre fractal                                          |                                | Chaque octaèdre est remplacé par 6 octaèdres. |
| {\displaystyle \log _{2}6}                                                                 | 2.5849             | Surface de Koch                                           |                                | Chaque triangle équilatéral est remplacé par 6 triangles deux fois plus petits. Extension en 2 dimensions de la courbe de Koch. |
| {\displaystyle \log _{2}6}                                                                 | 2,59               | Fractale en croix grecque en trois dimensions             |                                | Chaque segment est substitué par une croix en trois dimensions formée de 6 segments. Extension en trois dimensions de la croix en deux dimensions. |
| {\displaystyle {\frac {\log(3)}{\log(3/2)}}}                                               | 2,7095             | Von Koch en 3D (fractale Delta)                           |                                | Part d'un polyèdre de 6 faces isocèles ayant des côtés de ratio 2:2:3. remplacer chaque polyèdre pas trois copies de lui-même, 2/3 plus petites. |
| {\displaystyle \log _{3}(20)}                                                              | 2,7268             | Éponge de Menger                                          |                                | Sa surface a une dimension fractale de {\displaystyle \log _{3}(12)\approx 2{,}2618}. |
| {\displaystyle \log _{2}7}                                                                 | 2,8073             | Heptaèdre fractal                                         |                                | Construit avec 7 homothéties de rapport 1/2. Ses faces sont constituées de triangles de Sierpinski. Son volume tend vers zéro. |

### δ = 3
| δ (val. exacte)              | Nom                                      | Illustration | Remarques                                                           |
| ---------------------------- | ---------------------------------------- | ------------ | ------------------------------------------------------------------- |
| {\displaystyle \log _{2}8=3} | Courbe de Hilbert en trois dimensions    |              | Courbe de Hilbert étendue à trois dimensions                        |
| {\displaystyle \log _{2}8=3} | Courbe de Lebesgue en trois dimensions   |              | Courbe de Lebesgue étendue à trois dimensions                       |
| {\displaystyle \log _{2}8=3} | Courbe de Moore (en) en trois dimensions |              | Courbe de Moore étendue à trois dimensions.                         |
| 3                            | Mandelbulb                               |              | Extension de l'ensemble de Mandelbrot (puissance 8) à 3 dimensions. |

## Fractales aléatoires et naturelles
| δ (val. exacte) | δ (val. approchée) | Nom                                                             | Illustration | Remarques |
| --- | ------------------ | --------------------------------------------------------------- | ------------ | --- |
| 1/2 | 0,5                | Zéros du graphe d'une fonction brownienne (Processus de Wiener) |              | Les zéros du graphe d'une fonction brownienne constituent un ensemble nulle part dense, de mesure de Lebesgue 0, avec une structure fractale,. |
| Solution de {\displaystyle E(C_{1}^{s}+C_{2}^{s})=1} avec {\displaystyle E(C_{1})=0,5} et {\displaystyle E(C_{2})=0,3} | 0,7499             | Ensemble de Cantor aléatoire 50 % / 30 %                        |              | À chaque itération, la longueur de l'intervalle de gauche est définie par une variable aléatoire {\displaystyle C_{1}}: un pourcentage variable de la longueur du segment d'origine. Idem pour l'intervalle de droite, avec pour autre variable aléatoire {\displaystyle C_{2}}. Sa dimension de Hausdorff {\displaystyle s} satisfait alors l'équation : {\displaystyle E(C_{1}^{s}+C_{2}^{s})=1}. ({\displaystyle E(X)} est l'espérance mathématique de {\displaystyle X}). |
| Mesuré | 1,05               | Chromosome humain no 22                                         |              | Voir référence pour les détails de la méthode de calcul. |
| Solution de {\displaystyle s+1=12*2^{-(s+1)}-6*3^{-(s+1)}}                                                             | 1,144…             | Courbe de Koch avec intervalle aléatoire                        |              | La longueur de l'intervalle médian est une variable aléatoire à distribution uniforme dans (0;1/3). |
| Mesuré | 1,24               | Côte de Grande-Bretagne                                         |              | Dimension fractale de la côte ouest de Grande-Bretagne, mesurée par Lewis Fry Richardson et citée par Benoît Mandelbrot. |
| {\displaystyle \log _{3}4}                                                                                             | 1,2619             | Courbe de Koch avec orientation aléatoire                       |              | On introduit ici un élément de hasard qui n'affecte pas la dimension en choisissant aléatoirement, à chaque itération, de placer le triangle équilatéral au-dessus ou en dessous de la courbe. |
| {\displaystyle {\frac {4}{3}}}                                                                                         | 1,33               | Frontière du mouvement brownien                                 |              | |
| {\displaystyle {\frac {4}{3}}}                                                                                         | 1,33               | Polymère en deux dimensions                                     |              | Similaire au mouvement brownien sans auto-intersection. |
| {\displaystyle {\frac {4}{3}}}                                                                                         | 1,33               | Front de percolation, front de corrosion en deux dimensions     |              | Dimension fractale du front de percolation par invasion au seuil de percolation (59,3 %). C'est également la dimension fractale du front de corrosion. |
| | 1,40               | Agrégat d'agrégats en deux dimensions                           |              | Des agrégats se combinent progressivement en un agrégat unique de dimension 1,4. |
| {\displaystyle 2-{\frac {1}{2}}}                                                                                       | 1,5                | Graphe d'une fonction Brownienne (Processus de Wiener)          |              | Graphe d'une fonction {\displaystyle f} telle que, pour tout couple de réels positifs {\displaystyle x} et {\displaystyle x+h}, la différence de leurs images {\displaystyle f(x+h)-f(x)} suit une distribution gaussienne centrée de variance = {\displaystyle h}. Généralisation : Une fonction fractionnelle Brownienne d'index {\displaystyle \alpha } suit la même définition mais avec une variance = {\displaystyle h^{2\alpha }}, dans ce cas, la dimension de Hausdorff de son graphe = {\displaystyle 2-\alpha }.                                                              |
| Mesuré | 1,52               | Côte de Norvège                                                 |              | Cf. Feder. |
| Mesuré | 1,55               | Marche aléatoire sans intersection                              |              | Marche aléatoire dans un réseau carré sans auto-intersection, avec algorithme de retour arrière pour évitement des impasses. |
| {\displaystyle {\frac {5}{3}}}                                                                                         | 1,66               | Polymère en trois dimensions                                    |              | Similaire au mouvement brownien dans un réseau cubique, mais sans auto-intersection. |
| | 1,70               | Agrégat par diffusion en deux dimensions                        |              | En deux dimensions, des particules forment progressivement par diffusion un agrégat de dimension 1,70. |
| {\displaystyle \log _{3}(9*0{,}75)}                                                                                    | 1,7381             | Percolation fractale à 75 % de probabilité                      |              | Le modèle de percolation fractale est construit par le remplacement progressif de chaque carré par une grille de 3x3 dans laquelle est placée une collection aléatoire de sous-carrés, chaque sous-carré ayant une probabilité p d'être retenu. La dimension de Hausdorff "presque certaine" égale {\displaystyle \log _{3}(9p)}. |
| 7/4 | 1,75               | Frontière d'un amas de percolation en deux dimensions           |              | La frontière d'un amas de percolation peut également être simulée par une marche générant spécifiquement cette frontière ou en utilisant l'évolution de Schramm-Loewner (en). |
| {\displaystyle {\frac {91}{48}}}                                                                                       | 1,8958             | Amas de percolation en deux dimensions                          |              | Sous le seuil de percolation (59,3 %), l'amas de percolation par invasion couvre une surface de dimension fractale 91/48,. Au-delà du seuil, l'amas est infini et 91/48 devient la dimension fractale des « clairières ». |
| {\displaystyle {\frac {\log 2}{\log {\sqrt {2}}}}}                                                                     | 2                  | Mouvement brownien                                              |              | Modélisé par la marche aléatoire. La dimension de Hausdorff reste égale 2 dans toutes les dimensions supérieures ou égales à 2. |
| Mesuré | Environ 2          | Distribution des amas de galaxies                               |              | Mesuré à partir des résultats 2005 du Sloan Digital Sky Survey. Voir référence |
| {\displaystyle \log _{3}(13)}                                                                                          | 2,33               | Surface du chou-fleur                                           |              | Chaque branche porte environ 13 branches 3 fois plus courtes. |
| | 2,4 ± 0,2          | Boule de papier froissé                                         |              | Le diamètre de la boule de papier froissé, élevé à une puissance non entière comprise entre 2 et 3 est approximativement proportionnel à la surface de papier utilisé. Les plis se forment à toutes les échelles. |
| | 2,50               | Agrégat par diffusion en trois dimensions                       |              | En trois dimensions, des particules forment progressivement par diffusion un agrégat de dimension 2,5. |
| | 2,50               | Figure de Lichtenberg                                           |              | Les décharges electriques arborescentes, dites figures de Lichtenberg, croissent à la manière d'une diffusion par agrégation. |
| {\displaystyle 3-{\frac {1}{2}}}                                                                                       | 2,5                | Surface Brownienne                                              |              | Une fonction {\displaystyle f:\mathbb {R} ^{2}\to \mathbb {R} }, donne l'altitude d'un point {\displaystyle (x,y)} telle que, pour deux incréments positifs {\displaystyle h} et {\displaystyle k}, {\displaystyle f(x+h,y+k)-f(x,y)} suive une distribution Gaussienne centrée de variance = {\displaystyle {\sqrt {h^{2}+k^{2}}}}. Généralisation : Une surface Brownienne fractionnelle d'index {\displaystyle \alpha } suit la même définition mais avec une variance = {\displaystyle (h^{2}+k^{2})^{\alpha }}, dans ce cas, sa dimension de Hausdorff = {\displaystyle 3-\alpha }. |
| Mesuré | 2,52               | Amas de percolation en 3 dimensions                             |              | Au seuil de percolation, l'amas 3D de percolation par invasion a une dimension fractale de 2,52 environ. |
| Mesuré | 2,66               | Brocoli                                                         |              | |
| | 2,79               | Surface du cerveau humain                                       |              | |
| | 2,88 - 2,97        | Surface pulmonaire                                              |              | Le réseau d'alvéoles pulmonaires forme une surface fractale proche de 3, |
| Calculé | 3                  | Corde quantique                                                 |              | Trajectoire d'une corde quantique dont le point représentatif dérive au hasard. |